# Slash in a square

Il logo della Deutsche Bank tuttora in uso

L’attuale logo della Deutsche Bank è stato progettato nel 1973 dal grafico tedesco Anton Stankowski (1906-1998). In questo marchio possiamo ritrovare tutte le caratteristiche stilistiche assimilate e sviluppate nel corso degli anni dall’autore.

## Introduzione sull'autore
Nato il 18 giugno 1906 a Gelsenkirchen, Anton Stankowski, dopo un apprendistato e anni di lavoro come decoratore e pittore ecclesiastico, inizia a studiare nel 1923 alla scuola d’arti e mestieri di Essen sotto la direzione di Max Burchartz. Oltre ai laboratori di arti grafiche e tipografiche, già sperimentate dalla tradizione tedesca con il Bauhaus, ad Essen avevano già aperto una classe di fotografia, corso che al Bauhaus viene inserito solo nel 1929. È durante questi anni universitari che acquisisce le prime identità visive e crea i primi “disegni grafici funzionali”.
Nel 1928 svolge il suo primo progetto di design per l’associazione «Ring neuer Werbegestalter» (Circolo dei nuovi designer pubblicitari). Si tratta dell’immagine visiva della catena di drogherie Hill e per la ditta Fortschritt produttrice di trattori, mietitrebbie e altri macchinari agricoli. Ancora studente partecipa alla fiera Presse di Colonia del 1928, dove incontra Max Dalang che decide di invitarlo presso il suo studio a Zurigo. Qui sarà uno dei pionieri del Costruttivismo svizzero nella grafica commerciale, uno stile che diventerà uno standard in tutto il mondo.

## Lo stile

Il Berlin-layout

Lo stile del Costruttivismo Svizzero porterà a una tendenza al rigore assoluto, alla modularità basata sulle forme geometriche elementari e un’impostazione densa di tensione tra le parti stampate e quelle vuote; inoltre, i Costruttivisti rifiutavano caratteri differenziati, di misure eccessive e con troppi ornamenti, dedicandosi a un grande uso della diagonale per una percezione più dinamica. Utilizzavano caratteri esclusivamente lineari e di origine grottesca e i colori primari con i loro complementari. Essi davano importanza alla sobrietà, all’obiettività nei testi e nelle forme e una composizione strutturata su sistemi modulari “a griglia.”
Queste proprietà si riflettono in molti suoi lavori. Tra i più importanti il magazine “Kochen” fondato insieme alla moglie nel 1938, divenuto oggi un classico esempio di fotografia oggettiva combinata con tipografia funzionalista, i manifesti che disegna per Sulzer e Liebig, le brochure per Dalang, inclusa una per le macchine di lavoro del gruppo Bührle del 1939. Il marchio funzionalista disegnato per la Standard Elektrik Lorenz di Stoccarda condensava le due funzioni base della telecomunicazione: trasmissione e ricezione in un solo, forte segno grafico. Negli anni Sessanta crea l'ormai leggendario "Berlin Layout", l'identità visiva della città, così come i marchi di fabbrica IDUNA e VIESSMANN. Tra il 1969 ed il 1972 è presidente del comitato per il Visual Design per le olimpiadi di Monaco 72. In particolare, è il marchio per la Deutsche Bank che sintetizza gli anni della sua ricerca.
Questo logo nacque quando nel 1972 la famosa banca tedesca decise di cambiare design e creare un simbolo che sarebbe dovuto diventare riconoscibile in tutto il mondo. Il logo di Deutsche Bank è essenzialmente un segno costituito da due parti distinte: un quadrato costruito con una linea diagonale ascendente all’interno. È estremamente semplice, ma costruito su una griglia ben precisa e studiata in tutti i suoi rapporti, compreso lo spessore del quadrato e l’inclinazione della linea al suo interno, come ben voleva la tradizione costruttivista. L’immagine, per Stankowski, aveva il preciso scopo di esprimere qualcosa e si rendeva responsabile di trasmettere un messaggio ai possibili destinatari (osservatori, lettori, consumatori) tramite la lingua della grafica e del design. La particolarità di Stankowski, e forse anche la sua fortuna, è stata quella di aver compreso molto presto questa importante funzione del design, accantonando quindi la parte decorativa, e agendo anzi in modo consapevole, intenzionale e sistematico.

## Il logo

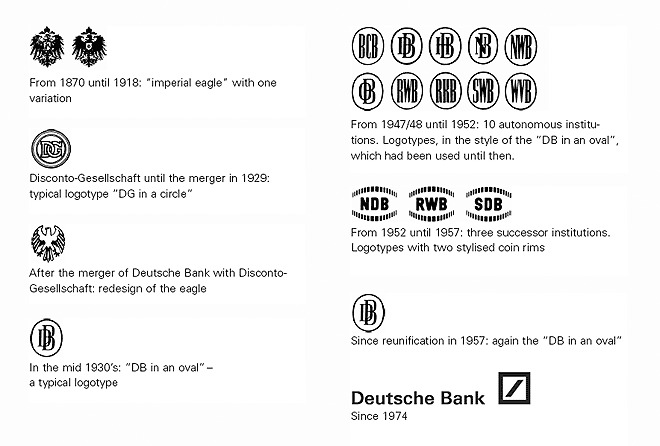
Lo sviluppo del logo della Deutsche Bank

Le figure che utilizza, anche nella pittura, erano soggiogate da un rigoroso gioco di strutture. Stankowski si dimostra quasi disinteressato al mondo fenomenico, evitando sfumature, forme sinuose e fluide, ma era estremamente interessato invece alla geometria euclidea. Utilizza infatti in molti suoi lavori triangoli, cerchi e rettangoli abbinati a colori saturi e piatti. È interessante però notare che nonostante la natura bidimensionale delle sue figure, è perfettamente in grado di dare l’illusione della spazialità, grazie proprio, paradossalmente, al gioco strutturato di forme giustapposte tra loro. Tutte queste caratteristiche, prevalentemente riprese dagli studi giovanili, sono chiaramente riscontrabili nel logo della Deutsche Bank che trasmette un fortissimo significato: il quadrato esterno, infatti, è compatto e stabile, che genera nell’osservatore una sensazione di fiducia e sicurezza, mentre il segmento al suo interno è ascendente, simbolo di crescita finanziaria e sviluppo, è un chiaro riferimento ai grafici bancari che rappresentano l’andamento economico e il profitto, l’insieme di questi due segni comunica una crescita economica in un ambiente sicuro. Anche il colore è stato accuratamente scelto, il blu, infatti, oltre a essere spesso usato nella pubblicità per simboleggiare l'obiettività e la fiducia, è secondo Stankowski un colore “popolare”, in più è stato scelto per dare all’azienda un colore distintivo e specifico per la sua identità visiva. Ha studiato nel dettaglio anche la struttura, le punte della linea inclinata sono allineate in basso a sinistra e in alto a destra negli angoli interni del quadrato. La distanza tra gli angoli interni diagonalmente opposti è sette volte quella del raggio inclinato. L'angolo di inclinazione della linea obliqua è di 53 gradi. La sua larghezza è proporzionale alla larghezza della cornice.
Presentato per la prima volta al pubblico in una conferenza stampa annuale della banca il 25 aprile 1974, il logo di Stankowski è rimasto praticamente invariato. Il taglio nel quadrato è senza tempo e privo di decorazioni di tendenza, per questo ancora oggi è considerato moderno e funzionale.